# 오구마 에이지
오구마 에이지(小熊英二)는 일본의 역사사회학자이다.
1962년생으로, 이와나미 출판사에서 사회생활을 시작했으나 이후 다시 공부를 재개, 동경대학교에서 석사와 박사학위를 취득하였다.
2016년 6월 기준으로, 게이오 대학교 종합정책학부 교수로 재직 중이다.
한국에는 《일본 단일민족 신화의 기원》이 번역되면서부터 알려지기 시작했으며, 이후 《일본이라는 나라》, 《사회를 바꾸려면》, 《일본 양심의 탄생》(일본어 원저명은 '살아서 돌아온 남자') 등이 번역되었다.
그외 <'민주'와 '애국'>(원저명은 <'民主'と'愛国'> 및 <1968> 등의 그의 저서는 2016년 6월 현재 한국어로는 아직 번역되지 않았다.
일본 동일본 대지진 사태 이후, 탈원전을 요구하는 시위대에 깊이 참여했으며 이와 관련된 다큐멘터리 영화 《수상 관저 앞에서》를 만들기도 했다(director).